# Вілларикка
Вілларикка (італ. Villaricca) — муніципалітет в Італії, у регіоні Кампанія,  метрополійне місто Неаполь.
Вілларикка розташована на відстані близько 180 км на південний схід від Рима, 11 км на північний захід від Неаполя.
Населення — 31 157 осіб (2014).
Щорічний фестиваль відбувається 16 серпня. Покровитель — святий Рох.

## Демографія
Населення за роками:

Станом на 1 січня 2023 року в муніципалітеті офіційно проживало 725 іноземців з 51 країни, серед них 154 громадяни країн Євросоюзу та 177 громадян України.

## Сусідні муніципалітети
- Кальвіццано
- Джульяно-ін-Кампанія
- Марано-ді-Наполі
- Муньяно-ді-Наполі
- Куаліано
- Куарто